# Plemyria
Genre
Plemyria est un genre de lépidoptères (papillons) de la famille des Geometridae, de la sous-famille des Larentiinae.

## Principales espèces (à compléter)
- Plemyria georgii Hulst
- Plemyria rubiginata (Denis & schiffermüller, 1775)